# Staf Stientjes

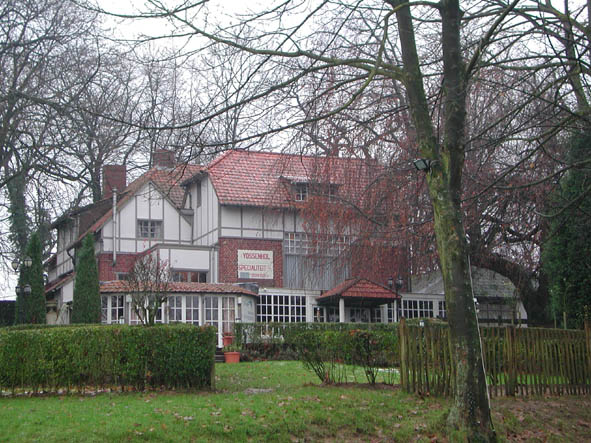
Villa 't Vossenhol

Staf Stientjes (Waregem, 14 december 1883 – Tiegem, februari 1974), pseudoniem van Gustave D'Haluin, was een West-Vlaams kunstschilder.
Hij was gekend voor zijn portretten en Vlaamse landschappen. Hij speelde ook toneel en schreef gedichten. Hierdoor was hij goed bevriend met Valerius De Saedeleer en Stijn Streuvels.
Staf had aanleg voor het schilderen en kreeg na zijn opleiding een gouden medaille. Hij begon zijn professionele leven bij het koetsenbedrijf van zijn vader.
Zijn vrije tijd ging volledig op aan het schilderen op doek. Voor de eerste Wereldoorlog werd hij huisschilder in Tiegem. Hij deed opdrachten voor August Callens. Zo kwam hij in contact met Valerius De Saedeleer.
In 1922 ging hij in “Huis ten Berghe” wonen. Rond 1927 bouwde hij op de Tiegemberg de villa 't Vossenhol in cottagestijl. Vanaf 1931 diende deze villa als café-restaurant. Er werd ook een openluchttheater opgericht.
Staf werd er geïnspireerd door de mooie Vlaamse landschappen. In zijn latere werk werd hij beïnvloed door het surrealisme. Een deel van zijn collectie wordt soms tentoongesteld.